# Armorial des familles d'Île-de-France

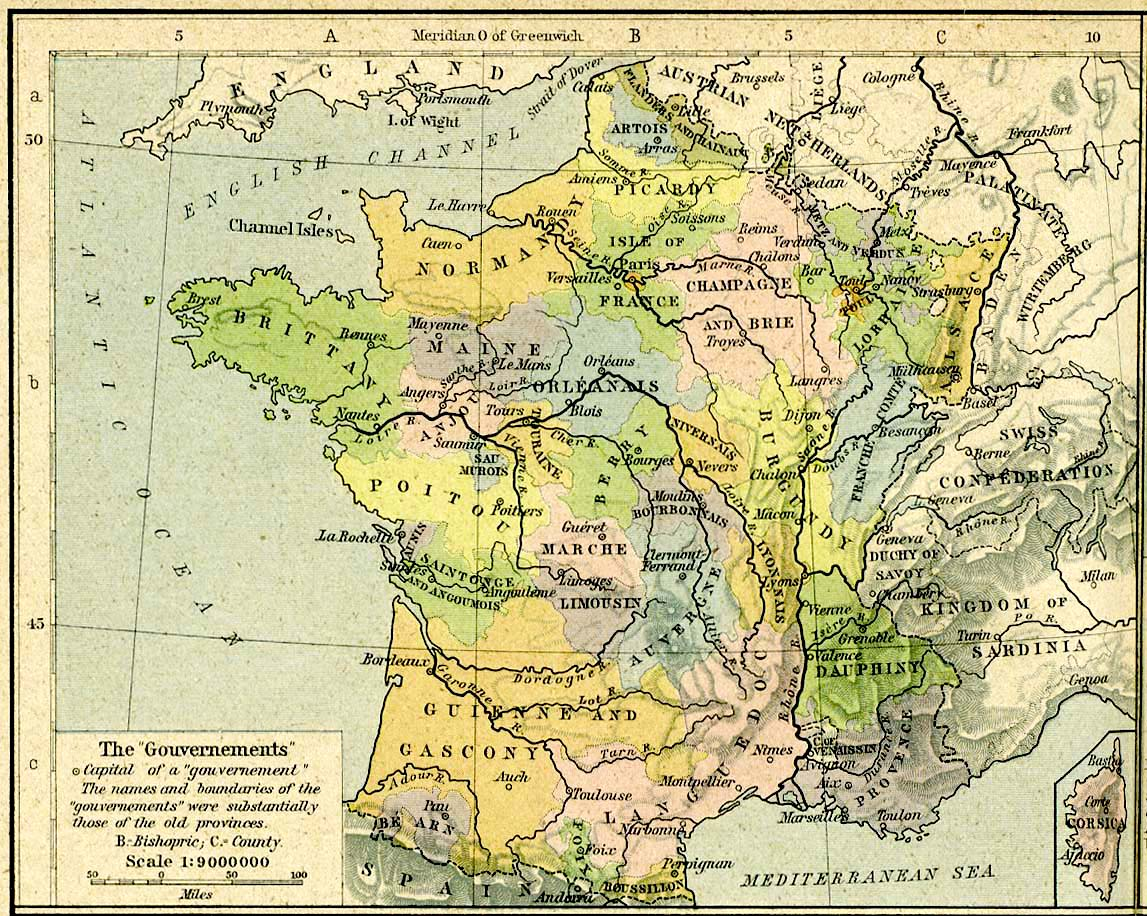
Provinces françaises à la Révolution

L'Armorial des familles d'Île-de-France rassemble les armoiries, sous forme de figures et de blasonnements, ainsi que les devises des familles nobles et notables ayant eu une présence significative en Île-de-France sous l'Ancien Régime.

## Liste des familles
- Haut – A
- B
- C
- D
- E
- F
- G
- H
- I
- J
- K
- L
- M
- N
- O
- P
- Q
- R
- S
- T
- U
- V
- W
- X
- Y
- Z

### A
| Blason                            | Nom de la famille et blasonnement |
| --------------------------------- | --- |
|                                   | Famille d'Abancourt D'argent à une aigle de gueules becquée et membrée d'or. Beauvaisis |
|                                   | Famille d'Abonde Parti : au 1 d'azur à trois étoiles d'or ; au 2 échiqueté d'or et d'azur, au chef d'argent chargé d'une aigle de sable. |
|                                   | Famille Abot de La Mauvezinière Écartelé : aux 1 et 4 d'azur à la coquille d'argent ; aux 2 et 3 d'argent à une branche de fougère de sinople, posée en pal. |
| Blason Famille Absolut            | Famille Absolut De gueules à une croix de Malte d'or, accompagnée en chef de deux molettes d'argent et en pointe d'un croissant du même. |
| Blason Famille d'Aguesseau        | Famille d'Aguesseau D'azur à deux fasces d'or, accompagnées de six coquilles d'argent, trois en chef, deux entre les fasces, une en pointe. Illustration : Antoine d'Aguesseau (1587-1645), maître des requêtes et président du Grand Conseil.                                                                                              |
| Blason Famille d'Albert de Luynes | Maison d'Albert de Luynes Écartelé : aux 1 et 4 d'azur à quatre chaînes d'argent posées en sautoir, mouvantes d'un annelet d'argent en abîme et aboutissantes dans les angles du quartier ; aux 2 et 3 d'or au lion de gueules, armé, lampassé et couronné d'azur ; sur le tout, d'or au pal de gueules, chargé de trois chevrons d'argent. |
|                                   | Famille d'Alesso d'Éragny D'azur au sautoir d'or accompagné de quatre limaçons de même. Illustration : Jean d'Alesso (1513-1572), conseiller du roi et maître ordinaire de la Chambre des comptes. |
|                                   | Famille Alexandre de Neufermeil de Montry D'or, au loup assis de sable, la tête contournée, lampassé de gueules ; au chef du dernier, chargé de trois quintefeuilles d'argent. Surmonté d'une couronne comtale depuis le 27/10/1819. |
|                                   | Famille d'Aligre Burelé d'or et d'azur ; au chef du second, chargé de trois soleils du premier. Paris |
|                                   | Famille d'Allonville D'argent à deux fasces de sable. La Boissière-École, La Hauteville |
|                                   | Famille Amelot D'azur à trois cœurs d'or surmontés d'un soleil du même. Illustration : Michel Amelot de Gournay (1655-1724), maître des requêtes ordinaires de l'hôtel du roi, ambassadeur. |
|                                   | Famille Arbaleste D'or au sautoir engrêlé de sable, cantonné de quatre arbalètes tendues de gueules. Vicomtes de Melun |
|                                   | Famille d'Argouges Écartelé d'or et d'azur, à trois quintefeuilles de gueules sur le tout. Illustration : François d'Argouges du Plessis-Pâté (1622-1695), maître des requêtes ordinaires de l'hôtel du roi. |
| Blason Gambais                    | Famille de L'Averdy ou d'Averdy D'or à une bande de gueules chargée d'un renard passant d'argent. Illustration : François de L'Averdy (1724-1793), magistrat et homme politique français. |

### B
| Blason                | Nom de la famille et blasonnement |
| --------------------- | --- |
|                       | Famille Bachelu Écartelé : au 1, contre-écartelé denché d'argent et de gueules ; au 2, des barons militaires, c.-à.-d. de gueules à une épée haute d'argent en pal ; au 3, parti d'argent au chevron de gueules accompagné de trois mains appaumées du même, posées deux en chef et une en pointe, et de gueules à trois feuilles de chêne d'argent posées 2 et 1 ; au 4, coupé, au 1 du coupé écartelé d'argent et de gueules, au 2 du coupé fascé d'or et d'azur de quatre pièces. Illustration : Gilbert Bachelu (1777-1849), général français de la Révolution et de l'Empire.                                                          |
|                       | Famille Baillet D'azur à la bande d'argent, accompagnée de deux dragons ailés d'or. Illustration : Jean Baillet († 1358), homme politique et trésorier du dauphin Charles de France. |
|                       | Maison de Beaumont-sur-Oise D'azur au lion d'or. Alias de gueules au lion d'argent. Illustration : Mathieu de Beaumont-sur-Oise (ca.1070-1155), seigneur de Beaumont-sur-Oise, grand chambrier de France. |
|                       | Famille de Beauvais D'argent à la croix de sable, chargée de cinq coquilles d'or., Beauvaisis |
|                       | Famille Belami D'azur, à trois poires d'or tigées et feuillées de même. Illustration : Pierre Belami, chef de fruiterie du roi. |
|                       | Famille Berthelot D'azur, au chevron d'or, accompagné de trois besants de même. Illustration : Simon Berthelot, conseiller-secrétaire du roi, greffier en chef du parlement. |
|                       | Famille Berthier D'azur à deux épées d'argent, garnies d'or, passées en sautoir, accompagnées d'un soleil d'or et de trois cœurs enflammés du même. |
|                       | Maison de Béthune D'argent à la fasce de gueules. Illustration : Maximilien de Béthune (1559-1641), maréchal de France et conseiller du roi Henri IV. |
|                       | Famille Bidal d'Asfeld Écartelé : aux 1 et 4 de gueules à la bande d'azur, chargée de trois couronnes d'or ; aux 2 et 3 d'azur au lion naissant d'argent, couronné du même, celui du 3 contourné ; sur le tout de Bidal, qui est d'argent à une ancre d'azur, surmontée de deux flèches du même passées en sautoir. Devise : « Bellicæ virtutis in Hispania præmium » |
|                       | Famille Bignon D'azur à la croix de Calvaire d'argent, posée sur une terrasse de sinople, d'où sort un cep de vigne accolé à la croix ; le tout cantonné de quatre flammes d'argent., Alias le cep fruité d'or., Illustration : Jérôme Bignon (1589-1656), magistrat, maître de la librairie du roi. |
|                       | Famille de Bizemont D'azur, au chevron d'or, accompagné en chef de deux croissants d'argent, en pointe d'une molette du second. |
|                       | Famille Boileau de Saint-Pau D'azur au chevron d'or surmonté de trois trèfles du même. |
|                       | Famille du Bouex D'argent à deux fasces de gueules. |
| Blason Famille Bouret | Famille Bouret D'azur à trois canettes d'argent. Paris |
|                       | Famille de Bourlamaque D'or à la croix d'azur. Illustration : François Charles de Bourlamaque (1716-1764), général français, gouverneur de la Guadeloupe. |
|                       | Famille de Bragelongne De gueules à la fasce d'argent, chargée d'une coquille de sable et accompagnée de trois molettes d'or. |
|                       | Maison de Breteuil D'or à la croix d'azur. Beauvaisis |
|                       | Famille de La Briffe Écartelé : au 1, d'argent à la fasce de gueules chargée de trois roses d'or, accompagnée de trois têtes de Maure de sable tortillées d'argent ; au 2, d'argent au lion de gueules, à la bordure aussi d'argent chargée de huit tourteaux de gueules surchargés chacun d'une étoile d'or ; au 3, d'argent au lion de gueules, à la bordure aussi d'argent chargée de six corneilles de sable membrées et becquées de gueules ; au 4, d'argent au lion de sable accompagné de trois maillets de gueules. Illustration : Arnaud de La Briffe de Ferrières (1649-1700), conseiller du roi, procureur général au parlement. |
|                       | Famille Brûlart de Sillery De gueules à une bande d'or chargée d'une trainée ondée de sable avec cinq barillets du même. |
|                       | Famille Brunet de Neuilly De gueules à deux chevrons alésés d'or, accompagnés de trois étoiles d'argent. Vexin |
|                       | Famille de Bucy D'argent à dix billettes de gueules ordonnées 4, 3, 2, 1. |

### C
| Blason          | Nom de la famille et blasonnement |
| --------------- | --- |
|                 | Famille Camus de Pontcarré D'azur à une étoile d'or, accompagnée de trois croissants d'argent., Illustration : Nicolas Camus de Pontcarré (ca.1667-1734), magistrat, maître des requêtes ordinaires de l'hôtel du roi.                                                                                              |
|                 | Famille Capitain de Clacy De sinople à une bande d'or, accompagnée de six besants de même en orle. |
|                 | Famille Cassini D'or à la fasce d'azur, accompagnée de six étoiles de même. |
| Blason Chambly  | Maison de Chambly De gueules à trois coquilles d'or. Alias d'argent à la croix engrêlée d'azur, chargée de cinq fleurs de lys d'or et accompagnée au canton dextre d'un écusson aux armes anciennes de Chambly (ci-contre, ndlr).                                                                                   |
|                 | Famille de Chamillart de Villate et de La Suze D'azur à un lévrier passant d'argent, colleté de gueules ; au chef d'or, chargé de trois étoiles de sable. Illustration : Michel Chamillart (1652-1721), homme d'État français.                                                                                      |
|                 | Famille de Chaumont-Quitry Fascé d'argent et de gueules à huit pièces., Alias écartelé ; aux 1 et 4 d'azur semé de fleurs de lys d'or, chargé en chef d'un lambel à trois pendants d'argent. Devise : « Furibondi calvi montenses »                                                                                 |
|                 | Maison de Chevreuse D'argent à la croix de gueules cantonnée de quatre lions d'azur. Chevreuse |
| Blason Choiseul | Maison de Choiseul D'azur à la croix d'or, cantonnée de dix-huit billettes du même, cinq dans chaque canton en chef posées en sautoir, quatre dans chaque canton de la pointe, cantonnées. |
|                 | Famille Le Cirier D'azur, à trois licornes saillantes d'or. Paris |
|                 | Famille Collier de La Marlière ou Colyer D'azur à trois fasces d'or. Illustration : Antoine Nicolas Collier de La Marlière (1745-1793), général de la Révolution française. |
|                 | Famille Corvisart Écartelé : au 1 d'or à un cœur de gueules ; au 2 de gueules à une palme d'argent ; au 3 de gueules au lion d'argent ; au 4 d'or à un bâton d'Esculape, la verge de sable, le serpent de sinople. Illustration : Jean-Nicolas Corvisart (1755-1821), médecin personnel de l'empereur Napoléon Ier. |
|                 | Famille de Créquy D'or au créquier de gueules. Illustration : Charles de Créquy (1623-1687), militaire et diplomate français, pair de France. |

### D
| Blason               | Nom de la famille et blasonnement |
| -------------------- | --- |
|                      | Maison de Dammartin-en-Goële Fascé d'argent et d'azur ; à la bordure de gueules. |
|                      | Famille Desmaretz ou des Marets D'azur au dextrochère d'argent, mouvant du flanc de l'écu, tenant trois lys de même., Illustration : Jean Desmaretz, président trésorier de France.                                 |
|                      | Famille Dodart D'azur au sautoir d'argent, cantonné de quatre besants d'or. Illustration : Denis Dodart (1634-1707), botaniste français, médecin officiel de l'Abbaye de Port-Royal.                                |
| Blason Famille Dodun | Famille Dodun D'azur à la fasce d'or, chargée d'un lion issant de gueules et accompagnée de trois grenades du second, ouvertes de gueules. Illustration : Charles Gaspard Dodun (1679-1736), homme d'État français. |
|                      | Famille Doujat D'azur à un griffon d'or ; au chef d'argent, chargé de trois roses de gueules. Paris |
|                      | Maison de Dreux Échiqueté d'or et d'azur à la bordure de gueules. Orgerus |
|                      | Famille Dupin de Francueil D'azur à trois coquilles d'or. Illustration : Maurice Dupin de Francueil (1778-1808), militaire français, officier de l'armée impériale.                                                 |
|                      | Famille Duprat olim du Prat D'or à la fasce de sable, accompagnée de trois trèfles de sinople. Illustration : Antoine Duprat (1463-1535), chevalier de Nantouillet, chancelier et conseiller royal.                 |

### F
| Blason                            | Nom de la famille et blasonnement |
| --------------------------------- | --- |
| Blason Famille Lefevre d'Ormesson | Famille Le Fèvre d'Ormesson et d'Eaubonne D'azur à trois lys de jardin d'argent, tigés et feuillés de sinople, 2 et 1., Alias les lys d'or. Illustration : Olivier Lefèvre d'Ormesson (1616-1685), magistrat et administrateur français. |
|                                   | Famille Forget D'azur au chevron d'or, accompagné de trois coquilles du même. |
|                                   | Famille Fouquet de Belle-Isle D'argent à un écureuil de gueules. Devise : « Quo non ascendam » Illustration : Nicolas Fouquet (1615-1680), surintendant des finances du royaume.                                                         |
|                                   | Famille de Fusée de Voisenon ou Fuzée D'azur à trois fusées d'or rangées en fasce., Alias trois fusées d'argent. Illustration : Claude-Henri de Fusée de Voisenon (1708-1775), homme de lettres français.                                |

### G
| Blason                            | Nom de la famille et blasonnement |
| --------------------------------- | --- |
|                                   | Famille Gaillard de Saint-Germain D'or au chevron d'azur chargé de cinq besants d'argent, accompagné de trois hêtres arrachés de sinople. Beauvaisis |
| Blason Gaudechart                 | Famille de Gaudechart D'argent à neuf merlettes de gueules (alias : de sable) en orle, 4, 2, 2 et 1. Devise : « Vivit post funera virtus » Beauvaisis |
| Blason Famille Gilbert de Voisins | Famille Gilbert de Voisins D'azur à la croix engrêlée d'argent, cantonnée de quatre croissants d'or., Voisins-le-Bretonneux |
|                                   | Famille de Gondi D'or à deux masses d'armes de sable, passées en sautoir, les manches en bas, les poignées réunies par un lien de gueules. Illustration : Jean-François de Gondi (1584-1654), prélat français, premier archevêque de Paris.                |
|                                   | Famille de Guénégaud De gueules au lion d'or., Illustration : Henri du Plessis-Guénégaud (ca.1609-1676), homme politique français. |
|                                   | Famille Guillard olim Guillart De gueules à deux bourdons de pèlerin d'or, posés en chevron, accompagnés de trois monts ou montjoyes d'argent., Illustration : André Guillard du Mortier (ca.1517-1579), maître des requêtes ordinaires de l'hôtel du roi. |
|                                   | Famille de Guillebon olim Le Thoillier de Guillebon D'azur à la bande d'or, accompagnée de trois besants de même, deux en chef et un en pointe. Beauvaisis, Paris                                                                                          |

### H
| Blason                         | Nom de la famille et blasonnement |
| ------------------------------ | --- |
| Blason famille Harlay de Sancy | Famille de Harlay de Sancy D'argent à deux pals de sable. Illustration : Nicolas de Harlay de Sancy (1546-1629), homme politique et diplomate français. |
|                                | Famille de Hédouville D'or, au chef d'azur chargé d'un lion léopardé d'argent, lampassé de gueules. Alias lampassé et armé de gueules. Illustration : Gabriel de Hédouville (1755-1825), militaire, diplomate et homme politique français.                                                             |
|                                | Famille Houdet De gueules à la gerbe d'or, liée du même, surmontée de trois étoiles d'argent rangées en fasce, et accompagnée en flancs et en pointe de trois billettes d'argent. |
|                                | Famille d'Hozier D'azur à la bande d'or, accompagnée de six étoiles du même, rangées en orle., Devise : « Et habet sua sidera tellus » Illustration : Charles René d'Hozier (1640-1732), généalogiste, juge général des armes et blasons de France.                                                    |
| Blason Hulot d'Osery           | Famille Hulot d'Osery D'or à la croix d'azur chargée d'un senestrochère d'argent, mouvant du flanc dextre, tenant une épée aussi d'argent en pal, et cantonnée d'un chevron de gueules de deux pièces. Illustration : Étienne-Hélène-Constant Hulot d'Osery (1783-1852), général français de l'Empire. |

### I
| Blason | Nom de la famille et blasonnement                                                                                                |
| ------ | --- |
|        | Famille de L'Isle-Adam De gueules à la fasce d'argent, accompagnée de sept merlettes du même, quatre en chef et trois en pointe. |

### J
| Blason | Nom de la famille et blasonnement |
| ------ | --- |
|        | Famille Jacquin D'argent au chevron de gueules, accompagné en chef de deux trèfles de sinople et en pointe d'une tête de loup de sable percée d'un dard du même. Paris |

### L
| Blason                    | Nom de la famille et blasonnement |
| ------------------------- | --- |
| Blason Marquis de Laborde | Famille de Laborde D'azur au chevron, accompagné en chef de deux roses et en pointe d'une gerbe, le tout d'or. Illustration : Jean-Benjamin de La Borde (1734-1794), compositeur français, premier valet de chambre du roi Louis XV.      |
|                           | Famille Lambert de Chamerolles De gueules au chevron d'or, accompagné en chef de deux croissants d'argent et en pointe d'un chêne arraché d'or., Illustration : Claude Guillaume Lambert (1726-1794), magistrat et homme d'État français. |
|                           | Famille de Lamoignon Losangé d'argent et de sable, au franc-quartier d'hermine. Illustration : Chrétien-François de Lamoignon de Bâville (1735-1789), conseiller du roi, avocat général au parlement.                                     |
| Blason Famille de Launay  | Famille de Launay D'argent, à trois aigles mal ordonnées de sable ; coupé fascé d'azur et d'argent de six pièces. |
|                           | Famille de Lespinay D'argent à trois losanges de gueules. Beauvaisis |
|                           | Maison de Lévis D'or à trois chevrons de sable. Lévis-Saint-Nom |
|                           | Famille de Longueau D'azur fretté d'argent. |
|                           | Famille Luillier ou Lhuillier D'azur à trois coquilles d'or., Illustration : Eustache Luillier († XVIe s.), prévôt des marchands de Paris.                                                                                                |
|                           | Famille de Lurde D'azur au chevron d'or, accompagné de trois épées d'argent, celles en chef renversées, et chargé en pointe d'une croisette de gueules. Paris                                                                             |
|                           | Famille de Lusignan Burelé d'argent et d'azur. Illustration : Claude Hugues de Lusignan de Lezay, sous-lieutenant de la Cie des gendarmes écossais du roi.                                                                                |

### M
| Blason                   | Nom de la famille et blasonnement |
| ------------------------ | --- |
| Blason Comtes de Maistre | Comtes de Maistre D'azur à trois soucis (ou tulipes) d'or., Devise : « Fors l'honneur, nul souci » |
|                          | Famille Mancini-Mazarini Écartelé : aux 1 et 4 d'azur à un faisceau des licteurs d'or lié d'argent, la hache du même, et une fasce de gueules chargée de trois étoiles d'or brochant ; aux 2 et 3 d'azur à deux brochets en pal d'argent., Illustration : Philippe Mazarini-Mancini (1641-1707), pair de France et chevalier du Saint-Esprit. |
|                          | Famille Martinot D'argent, à un triangle de gueules, pointé en haut et chargé d'un soleil d'or. Illustration : Henri Martinot, horloger et valet de chambre du roi. |
|                          | Famille de Maupeou D'argent à un porc-épic de sable., Illustration : René-Charles de Maupeou (1688-1775), magistrat et homme d'État français. |
|                          | Famille Mauvoisin D'or à deux fasces de gueules. Vexin |
| Blason Mazarin           | Famille Mazarin D'azur à un faisceau des licteurs d'or, lié d'argent, la hache du même ; à la fasce de gueules, brochant sur le tout et chargée de trois étoiles d'or., Illustration : Jules Mazarin (1602-1661), prélat, diplomate et homme politique français.                                                                              |
|                          | Famille des Mazis De gueules à la fasce d'or, chargée de trois molettes de sable. Brières-les-Scellés |
| Échiqueté azur or        | Comtes de Meulan Échiqueté d'azur et d'or., Comté de Meulan |
|                          | Maison de Melun D'azur à sept besants d'or, 3, 3 et 1 ; au chef du même. |
|                          | Maison de Montfort-l'Amaury De gueules au lion d'argent à la queue fourchée. Montfort-l'Amaury |
|                          | Famille de Montléart ou Montliart, Marquis de Rumont D'azur à trois besants d'argent. Gâtinais |
|                          | Maison de Montmorency D'or à la croix de gueules, cantonnée de seize alérions d'azur, 2 et 2 à chaque canton. Devises : « Dieu aide au premier baron chrétien » et « Απλανοσ » Montmorency, Marly-le-Roi |
|                          | Famille de Mornay Burelé d'argent et de gueules, au lion morné de sable couronné d'or brochant sur le tout. Alias le lion non couronné. Illustration : Auguste de Mornay (1798-1852), militaire et homme politique français. |

### N
| Blason | Nom de la famille et blasonnement |
| ------ | --- |
|        | Maison de Nanteuil-le-Haudoin De gueules à six fleurs de lys d'or. Illustration : Philippe de Nanteuil († 1258), chevalier croisé. |
|        | Famille de Neufville de Villeroi D'azur au chevron d'or, accompagné de trois croix ancrées du même. |
|        | Famille de Nicolaÿ D'azur à un lévrier courant d'argent, colleté de gueules, bordé et bouclé d'or. Devise : « Laissez dire » Illustration : Aymar Jean de Nicolaÿ de Goussainville (1709-1785), premier président de la Chambre des comptes de Paris. |
|        | Maison de Noailles De gueules à la bande d'or. |

### O
| Blason             | Nom de la famille et blasonnement |
| ------------------ | --- |
| Blason Famille d'O | Famille d'O D'hermine au chef endenché de gueules. Illustration : François d'O (1588-1594), financier français et mignon du roi Henri III. |
|                    | Famille d'Orgemont D'azur à trois épis d'orge d'or. |
|                    | Famille d'Orillac D'argent à trois pals de gueules. Alias de gueules à trois pals d'argent. Beauvaisis |
|                    | Famille Ouvreleuil D'argent à une bande d'azur chargée à l'extrémité du chef d'un soleil d'or et à la pointe d'un œil humain, ajouré d'or, regardant le soleil. Alias écartelé, aux 1 et 4 d'azur à une fasce d'or chargée d'un tourteau de gueules et surmontée de trois étoiles d'or rangées en chef, aux 2 et 3 de gueules à un chevron d'argent surmonté d'une étoile d'or et accompagné de trois quintefeuilles d'argent, sur le tout Ouvreleuil. |

### P
| Blason                           | Nom de la famille et blasonnement |
| -------------------------------- | --- |
|                                  | Famille de Pasquier de Franclieu D'azur au chevron d'or, accompagné en chef de deux têtes de Maure de sable tortillées d'argent et en pointe de trois pâquerettes d'or terrassées du même, celle du milieu supérieure. |
|                                  | Famille Le Peletier ou Pelletier D'azur à la croix pattée d'argent, chargée en cœur d'un chevron de gueules, accosté de deux molettes d'éperon de sable et accompagné en pointe d'une rose de gueules. Alias la rose boutonnée d'or. Illustration : Michel Robert Le Peletier des Forts (1675-1740), maître des requêtes au Conseil d'État. |
| Blason Famille Petau de Maulette | Famille Petau de Maulette ou Peteau D'azur à trois roses d'argent ; au chef d'or chargé d'une aigle de sable. Alias écartelé d'argent à la croix pattée de gueules. Illustration : François Petau de Maulette (1742-1805), chevalier, mousquetaire de la garde du roi.                                                                      |
|                                  | Maison Phélypeaux D'azur semé de quartefeuilles d'or ; au canton d'hermine. Comtes de Pontchartrain et Maurepas. |
|                                  | Famille de Pomereu et Pomereu d'Aligre, alias Pommereu D'azur au chevron d'argent accompagné de trois pommes d'or, tigées et feuillées du même. Alias écartelé ; aux 2 et 3 burelé d'or et d'azur, au chef d'azur chargé de trois soleils d'or (Aligre).                                                                                    |
| Blason Famille Potier            | Famille Potier de Blanc-Mesnil D'azur à deux mains dextres appaumées d'or ; au franc-quartier échiqueté d'argent et d'azur., Illustration : Nicolas Potier de Blanc-Mesnil (1541-1635), maître des requêtes au Conseil d'État, président à mortier au parlement.                                                                            |

### Q
| Blason | Nom de la famille et blasonnement |
| ------ | --- |
|        | Famille de La Quintinie D'argent au chevron d'azur, accompagné en chef de deux étoiles du même et en pointe d'un arbre de sinople. Illustration : Jean-Baptiste de La Quintinie (1626-1688), directeur des jardins du roi. |

### R
| Blason              | Nom de la famille et blasonnement |
| ------------------- | --- |
|                     | Famille Reille De sinople au centaure sagittaire d'or décochant une flèche d'un arc du même. Alias coupé, au 1 parti des comtes militaires et de gueules à trois bandes d'argent chargées de cinq étoiles d'azur, trois sur celle du milieu et une sur chacune des autres, au 2 de sinople au centaure, l'arc en main et décochant une flèche, le tout d'or. |
|                     | Famille de Rieu D'argent à trois fasces ondées d'azur ; au chef du même chargé de trois fleurs de lys d'or. Illustration : Bernard de Rieu, maître des requêtes ordinaires de l'hôtel du roi. |
|                     | Famille Roberge de Boismorel D'azur au chevron d'or accompagné en chef de deux étoiles et en pointe d'un croissant, le tout d'argent. Paris |
|                     | Famille de Robineau de Villemont D'or au chevron d'azur, accompagné en chef de deux roses de gueules et en pointe d'un arbre de sinople. Paris |
| Blason Ronquerolles | Famille de Ronquerolles De gueules papelonné d'argent. Illustration : Eudes de Ronquerolles, chevalier du Beauvaisis. |
|                     | Famille Rouillé De gueules à trois mains senestres d'or ; au chef du même, chargé de trois molettes du champ. Devise : « Moderatur et urget » Illustration : Hilaire Rouillé du Coudray de Boissy (1654-1729), magistrat et homme politique français. |
|                     | Famille Roujault D'or aux trois billettes de gueules, 2 et 1, et au chef d'azur chargé de trois étoiles d'or. Illustration : Nicolas Roujault (1662-1723), magistrat et administrateur français. |

### S
| Blason                | Nom de la famille et blasonnement |
| --------------------- | --- |
|                       | Famille de Sabrevois D'argent à la fasce de gueules accompagnée de six roses du même, trois [rangées] en chef et trois en pointe 2 et 1.                                                                      |
|                       | Famille Savalette D'azur au sphinx d'or surmonté d'une étoile du même., Illustration : Charles Savalette (1683-1756), financier, directeur de la Compagnie française des Indes orientales.                    |
|                       | Famille Savary des Brûlons De gueules, au chevron d'or, accompagné de trois étoiles du même. Illustration : Jacques Savary des Brûlons (1657-1716), expert renommé dans la science du commerce.               |
|                       | Famille Scarron D'azur à la bande bretessée et contre-bretessée d'or. Illustration : Paul Scarron (1610-1660), écrivain français.                                                                             |
| Blaon Famille Séguier | Famille Séguier D'azur au chevron d'or accompagné en chef de deux étoiles du même et en pointe d'un mouton arrêté d'argent. Illustration : Pierre Séguier (1588-1672), homme politique et magistrat français. |
|                       | Famille de Selve D'azur à deux fasces ondées d'argent. Illustration : Jean de Selve (1475-1529), magistrat et diplomate français.                                                                             |
|                       | Famille Sevin de Bandeville et de Quincy D'azur à une gerbe de blé d'or., Illustration : Charles Sevin de Quincy (1660-1738), général d'artillerie français.                                                  |

### T
| Blason | Nom de la famille et blasonnement |
| ------ | --- |
|        | Famille Taillepied de Bondy D'azur à trois croissants d'or ; au chef du même, chargé de trois molettes de gueules. Alias au chef cousu de gueules, chargé de trois molettes d'or. |
|        | Famille de Tarlé D'azur au chevron d'or surmonté d'un croissant d'argent accosté de deux étoiles d'or et accompagné en pointe d'un lion passant du même., Illustration : Benoît Joseph de Tarlé (1735-1797), intendant de l'armée du corps expéditionnaire français lors de la guerre d'indépendance des États-Unis. |
|        | Famille Le Tellier de Louvois D'azur à trois lézards d'argent, posés en pal, rangés en fasce ; au chef de gueules chargé de trois étoiles d'or. Illustration : Michel Le Tellier (1603-1685), homme d'État, chancelier de France.                                                                                    |
|        | Famille du Tillet D'or à la croix pattée et alésée de gueules. Illustration : Jean du Tillet de La Bussière († 1570), juriste et historien français, greffier du parlement de Paris. |
|        | Famille Le Tonnelier de Breteuil D'azur à un épervier essorant d'or, longé et grilleté du même. Illustration : François-Victor Le Tonnelier de Breteuil (1686-1743), secrétaire d'État de la guerre et chancelier de la reine.                                                                                       |
|        | Famille de La Tournelle D'or à cinq tournelles de sable, 2, 2 et 1. Beauvaisis |
|        | Famille de Trie D'or à la bande d'azur. Illustration : Mathieu de Trie († 1344), maréchal de France. |
|        | Famille Tudert D'or à deux losanges d'azur rangés en fasce ; au chef d'azur, chargé de trois besants d'or., Illustration : Jean Tudert (ca.1375-1439), maître des requêtes au parlement. |

### V
| Blason                                    | Nom de la famille et blasonnement |
| ----------------------------------------- | --- |
|                                           | Famille de Vaudétar ou Vaudetare Fascé d'argent et d'azur. Alias d'azur et d'argent. Paris, Meaux, Pouilly-le-Fort, Persan |
|                                           | Famille de Versailles D'azur à sept besants d'or ; au chef du même, chargé à dextre d'un lion de gueules. Versailles |
| Blason Famille de Vic                     | Famille de Vic De gueules à la foi d'argent mouvante des flancs, surmontée d'un écu d'azur bordé d'or et chargé d'une fleur de lys du même. Ermenonville                                                                      |
|                                           | Famille de Villebéon ou Villebéon-Nemours De sinople à trois jumelles d'argent., Illustration : Gauthier de Villebéon (ca.1125-1205), grand chambellan de France.                                                             |
| Blason Famille de Villiers de L'Isle-Adam | Famille de Villiers de L'Isle-Adam D'or au chef d'azur chargé d'un dextrochère vêtu d'un fanon d'hermine brochant sur le tout. Illustration : Pierre de Villiers († 1386), militaire français et grand maître d'hôtel du roi. |

- Haut – A
- B
- C
- D
- E
- F
- G
- H
- I
- J
- K
- L
- M
- N
- O
- P
- Q
- R
- S
- T
- U
- V
- W
- X
- Y
- Z